# Romeo Santos
Anthony "Romeo" Santos (New York, 21 juli 1981) is een Amerikaanse zanger en songwriter. Hij werd bekend als de leadzanger van de bachatagroep Aventura. Na zijn vertrek uit Aventura in april 2011 om een succesvolle solocarrière te starten, kwam de band tot een einde. In de jaren die volgden, waren er echter meerdere reünies waarbij hij als leadzanger terugkeerde.

## Biografie
Santos werd geboren in The Bronx in New York als zoon van een Dominicaanse vader en een Puerto Ricaanse moeder. Hij begon zijn zangcarrière op jonge leeftijd als lid van het kerkkoor. Santos was als onderdeel van de band Aventura belangrijk voor het populair maken van bachatamuziek. Zijn nummers stonden bovenaan de Billboard Hot Latin Songs-hitlijsten en in de top van Europese muzieklijsten.
Op 9 mei 2011 bracht Santos als solo-artiest zijn eerste single "You" uit van zijn debuutalbum Formula, Vol. 1. Het nummer kwam binnen op nummer één in de hitlijsten Hot Latin Tracks en Tropical Songs. De tweede single, "Promise", een duet met Usher, bereikte ook nummer één in beide hitlijsten.

## Privéleven
Romeo Santos heeft een langdurige relatie. Samen hebben ze drie zonen: Valentino (2019), Solano (2021) en Milano (2022).
Daarnaast heeft Santos nog een zoon Alex Damian (1 september 2002) met een onbekende moeder.
Hij had een voormalige relatie met het Dominicaanse model Samantha Medina.

## Discografie

### Albums
- Formula, Vol. 1 (2011)
- Formula, Vol. 2 (2014)
- Golden (2017)
- Utopía (2019)
- Formula, Vol. 3 (2022)

## Tournees
Romeo Santos is meermaals op tournee geweest:
- The King Stays King (2012-2013)
- Fórmula, Vol. 2 Tour (2014-2016)
- Golden Tour (2018-2019)
- Utopía Tour (2019)
- Fórmula, Vol. 3: La Gira (2023)
- Cerrando Ciclos (2024 en 2025), als leadzanger van Aventura